# Габонско-французские отношения
Габонско-французские отношения — двусторонние дипломатические отношения между Габоном и Францией. Встречается характеристика отношений как «крайний случай неоколониализма» Франции.

## История
Франция впервые вступила в контакт с населением Габона, когда был подписан договор о защите с местными вождями в 1839 и 1841 годах. Франция официально объявила Габон своей территорией в 1885 году в ходе драки за Африку. Правление Франции началось в 1903 году, а в 1910 году Габон стал частью недавно сформированной Французской Экваториальной Африки. Габон оставался частью колониальной империи Франции до 1959 года. Во время Второй мировой войны Габон удерживался войсками режима Виши с июня по ноябрь 1940 года, но после Габонской операции колония перешла под контроль Сражающейся Франции. В августе 1960 года Габон получил независимость от Франции вместе с другими территориями бывшей Французской Экваториальной Африки.
С момента обретения независимости Габон стал одним из ближайших союзников Франции в Африке. В течение 1960-х годов Габон был единственным источником поставки урана для Франции, и поэтому французское правительство считало отношения с этой страной критически важными для их средств ядерного сдерживания. В начале 1960-х годов правительство Франции также поставило политическую цель достижение «энергетической независимости», однако с потерей контроля над Французским Алжиром оно стало в значительной степени полагаться на Габон в удовлетворении своих потребностей в нефти. В феврале 1964 года французские войска помогли осуществить государственный переворот в 1964 году, а граждане Франции распространили слухи о причастности США к этому перевороту, что привело к взрывам в посольстве США в Либревиле в 1964 году.
Президент Габона Омар Бонго пришел к власти в 1967 году и правил до смерти в 2009 году. Омар Бонго организовал широкое военное, политическое и экономическое влияние Франции на Габон. Французская национальная нефтяная компания Elf Aquitaine наладила обширные деловые отношения с Омаром Бонго, а Габон использовался как военный плацдарм для организуемых Францией военных действий по всей Африке.
По состоянию на 2008 год около 10 000 французских граждан жили или работали в Габоне, а 6-й батальон морской пехоты вооружённых сил Франции дислоцируется там. В 2009 году скончался президент Габона Омар Бонго, Николя Саркози и Жак Ширак были единственными главами западных государств, которые присутствовали на его похоронах.
Сын Омара Бонго, Али Бонго Ондимба, пришел к власти после смерти своего отца. Переизбрался на президентских выборах 2016 года, несмотря на широко распространенные заявления о фальсификации результатов голосования, в том числе со стороны представителей министерства иностранных дел Франции.
Габон является одним из главных политических партнеров Франции в Африке, обе страны подписали новые партнёрские соглашения в феврале 2010 года. Эта африканская страна также является важным экономическим партнером для Франции, около 120 французских компаний представлены в Габоне через свои филиалы и представительства.

## Дипломатические представительства

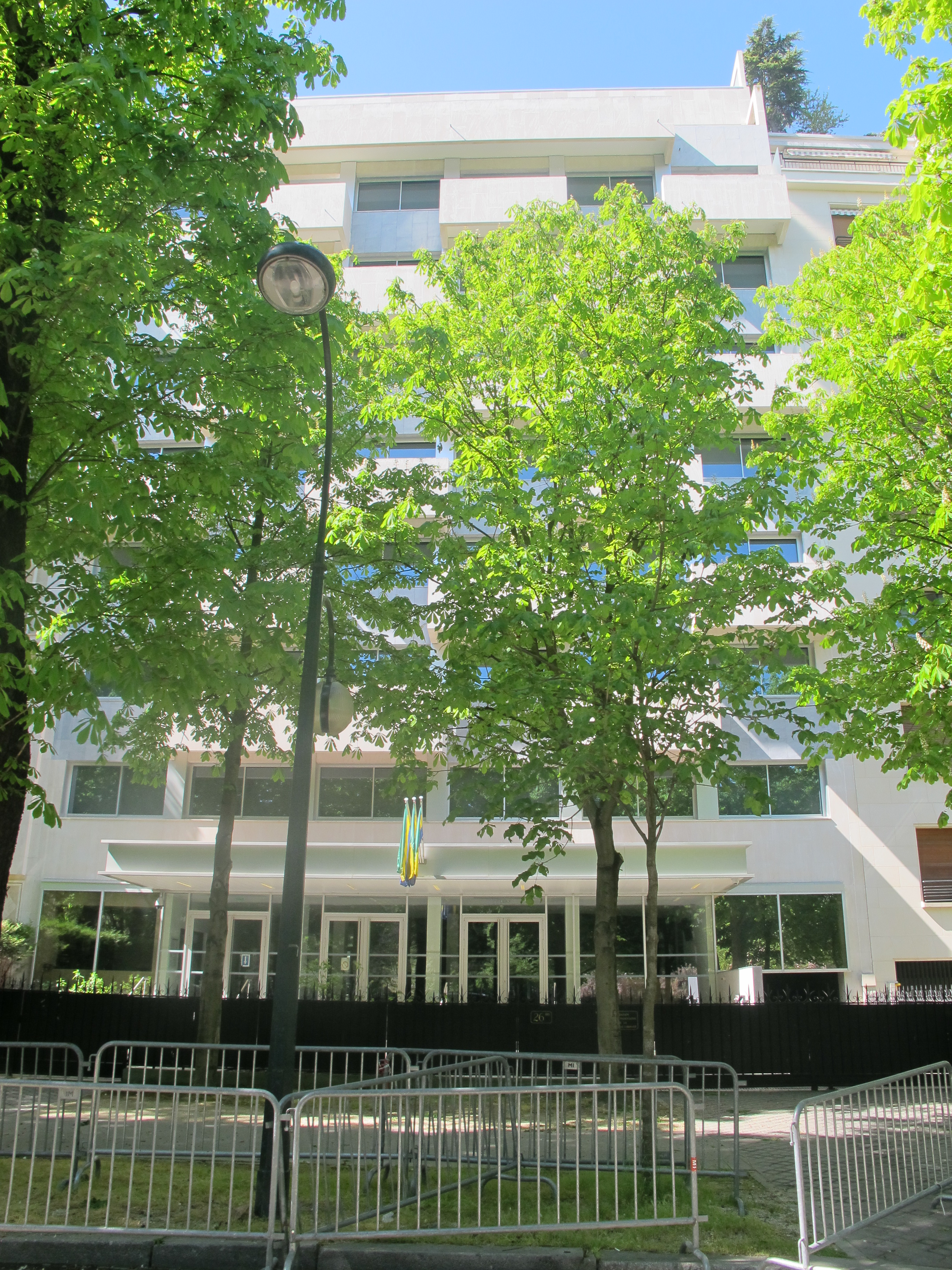
Посольство Габона в Париже

- Франция имеет посольство в Либревиле[5].
- Габон содержит посольство в Париже[6].